# Musafirkhana
Musafirkhana là một thị xã và là một nagar panchayat của quận Sultanpur thuộc bang Uttar Pradesh, Ấn Độ.

## Địa lý
Musafirkhana có vị trí 26°22′B 81°48′Đ / 26,37°B 81,8°Đ Nó có độ cao trung bình là 102 mét (334 feet).

## Nhân khẩu
Theo điều tra dân số năm 2001 của Ấn Độ, Musafirkhana có dân số 7373 người. Phái nam chiếm 53% tổng số dân và phái nữ chiếm 47%. Musafirkhana có tỷ lệ 66% biết đọc biết viết, cao hơn tỷ lệ trung bình toàn quốc là 59,5%: tỷ lệ cho phái nam là 75%, và tỷ lệ cho phái nữ là 57%. Tại Musafirkhana, 15% dân số nhỏ hơn 6 tuổi.